# Dino Crisis
Dino Crisis là một game kinh dị sinh tồn được Capcom đồng phát triển và phát hành lúc đầu dành cho hệ máy console PlayStation vào năm 1999. Đây là phần đầu tiên trong dòng game Dino Crisis và được phát triển bởi cùng một nhóm đằng sau dòng game Resident Evil của Capcom, bao gồm cả giám đốc Shinji Mikami, và chia sẻ nhiều điểm tương đồng với nó. Câu chuyện kể về Regina, một đặc vụ cùng với nhóm riêng được chính phủ phái tới điều tra một cơ sở nghiên cứu trên hòn đảo hẻo lánh. Phát hiện ra nơi đây tràn ngập khủng long, Regina phải mò mẫm khắp căn cứ để khám phá bí mật và sau cùng thoát khỏi cái chết giữa bầy khủng long khát máu.
Thay vì khung cảnh được kết xuất trước của dòng game Resident Evil trước đó, Dino Crisis sử dụng bộ engine thời gian thực với môi trường 3D. Lối chơi xuất hiện cơ chế kinh dị sinh tồn truyền thống bao gồm hành động và giải đố, và nó được phát triển để có được nỗi kinh hoàng nội tạng phù hợp hơn với những con khủng long nhanh nhẹn, thông minh và hung bạo. Capcom về sau ra sức tiếp thị game là "kinh dị hoảng loạn" trái ngược với "kinh dị sinh tồn" do những thay đổi thiết kế này. Nhóm đã sử dụng động vật ăn thịt làm tài liệu tham khảo cho hoạt ảnh của khủng long và lập trình hành vi của chúng. Tầm nhìn về game của Mikami chưa hoàn chỉnh, vì ông muốn phát triển trí tuệ nhân tạo khủng long phức tạp hơn. Tuy nhiên, ông tin rằng nhóm có thể tạo ra các môi trường đủ chi tiết dù có những hạn chế về phần cứng.
Dino Crisis là một thành công quan trọng về mặt thương mại, với phiên bản PlayStation bán được hơn 2,4 triệu bản. Giới phê bình đã đưa ra những so sánh nặng nề với Resident Evil, với một số mô tả nó là "Resident Evil với khủng long." Họ cũng ca ngợi cường độ, đồ họa và lối chơi của trò chơi. Một số lời chỉ trích đã hướng đến việc thiếu sự đa dạng của khủng long, môi trường lặp đi lặp lại và những câu đố tẻ nhạt. Dino Crisis được port sang Sega Dreamcast và Microsoft Windows vào năm 2000 và được phát hành lại cho PlayStation Network vào năm 2006. Hai phiên bản khác nhau cho Game Boy Color đang được phát triển, nhưng cả hai đều bị hủy bỏ.

## Lối chơi

Regina đang bắn vào một con raptor đã bị chặn lại bằng một loại trường lực

Dino Crisis có lối chơi kinh dị sinh tồn rất giống với các tựa game Resident Evil đầu tiên của Capcom. Regina có thể đi bộ, chạy, xoay, lùi, đẩy và leo lên các vật thể và thực hiện quay người 180 độ. Một bản đồ có sẵn sẽ hiển thị vị trí, điểm đến, điểm save và những cánh cửa bị khóa của Regina. Điểm save là các phòng sẽ nhắc người chơi save lại khi thoát khỏi đó. Một số cửa bị khóa bởi một loại thiết bị D.D.K. (khóa đĩa kỹ thuật số). Để mở các cửa này, người chơi sẽ cần cả đĩa mã và đĩa đầu vào, sau đó có thể được sử dụng để giải mã và mở khóa cửa. Ngoài ra còn có các trường lực của chùm tia đỏ trong toàn bộ khu phức hợp có thể được kích hoạt để ngăn chặn những kẻ xâm nhập tiếp cận.
Kho chứa đồ của Regina có thể bao gồm các vật phẩm chính, vũ khí, đạn dược và vật tư y tế—hai thứ sau Regina chỉ có thể giữ một số lượng hạn chế. Cô cũng có thể trộn một số vật phẩm để nâng cấp chúng hoặc tạo ra những thứ hoàn toàn mới, chẳng hạn như phi tiêu gây mê. Các vật phẩm này có thể được lưu trữ trong "hộp khẩn cấp", cần được mở khóa bằng các vật phẩm đặc biệt gọi là "bugi" trước khi chúng có thể sử dụng được. Mỗi hộp khẩn cấp được mã hóa màu gồm đỏ, xanh lá cây hoặc vàng. Mỗi hộp có thể tiếp cập nội dung của bất kỳ hộp được mở khóa nào khác có cùng màu.
Người chơi có thể di chuyển với vũ khí được rút ra và sử dụng các chức năng nhắm mục tiêu tự động. Đối phương có thể đánh bật vũ khí của Regina ra khỏi tay tới khi nào cô lấy lại cho bằng được. Đôi khi hàng chữ "DANGER" (Hiểm Họa) có thể nhấp nháy trên màn hình trong tình huống nguy hiểm, tại thời điểm đó, người chơi nên nhấn tất cả các nút điều khiển càng nhanh càng tốt để sống sót. Nếu Regina bị thương, cô sẽ ôm cánh tay hoặc ráng sức lết đi. Med Paks có thể được dùng để chữa lành cột máu của Regina. Đôi khi một vệt máu đột nhiên xuất hiện, cho thấy Regina đang chảy máu và cột máu sẽ tiếp tục mất dần. Hemostats có thể được dùng để ngăn chặn chấn thương chảy máu. Hai loại vật tư y tế có sẵn trong game: Med Paks, giúp chữa lành sức khỏe người chơi và Hemostats, giúp cầm máu chấn thương. Nếu Regina chết, người chơi có thể tiếp tục từ chính căn phòng mà nhân vật chính thiệt mạng. Sau khi hết năm lần "Continues", người chơi phải tiếp tục từ điểm save cuối cùng của mình.

## Cốt truyện
Năm 2009, tổ chức bí mật Secret Operation Raid Team (SORT) phái một đặc vụ tên là Tom, tới điều tra một cơ sở nghiên cứu trên đảo Ibis. Anh ta biết rằng Tiến sĩ Edward Kirk, một nhà khoa học nổi tiếng thế giới, theo như báo cáo đã chết ba năm trước, đang dẫn đầu một dự án vũ khí bí mật trong cơ sở này. SORT bèn gửi bốn đặc vụ (Regina, Gail, Rick và Cooper) tới truy lùng Kirk và mang hắn ta quay trở lại nơi giam giữ. Cả đội đến hòn đảo được che phủ dưới màn đêm dày đặc, nhảy dù xuống. Cooper bị thổi bay và rơi vào rừng rậm cách xa những người khác. Bị lạc trong bóng tối, anh bị 1 Tyrannosaurus rex đuổi theo và ăn thịt. Ba đặc vụ khác, không biết về cái chết của anh ta, vẫn tiến hành nhiệm vụ.
Khi ở trong căn cứ, các đặc vụ phát hiện ra xác chết bị moi ruột và một phần bị cắn xé của nhân viên an ninh và các nhà khoa học. Sau khi tách ra để khôi phục nguồn điện cho cơ sở, Gail bị mất tích. Trong khi tìm kiếm anh ta, Regina phải đối mặt với một con khủng long thuộc loài Velociraptor. Gặp lại Rick, hai người xác định đó là loài khủng long gây ra cuộc thảm sát đẫm máu ở căn cứ. Mặc dù nhiệm vụ của họ là tìm cho ra Tiến sĩ Kirk vẫn y nguyên, nhưng điều quan trọng hơn bây giờ là báo hiệu cho một cuộc giải cứu. Regina bắt đầu kích hoạt ăng-ten chính để liên lạc với máy bay của họ. Trên đường đi, cô bị một con Velociraptor khác tấn công và được Gail tới cứu, sau đó anh ta bỏ đi để tiếp tục tìm kiếm Tiến sĩ Kirk. Sau khi khôi phục liên lạc, Regina quay trở lại phòng điều khiển và họ nhận được tín hiệu trên thiết bị liên lạc. Tin rằng đó có thể là Cooper hoặc Tom đang gặp rắc rối, Rick mong muốn điều tra. Gail nảy ra ý tưởng, muốn lần theo dấu vết từ một camera an ninh rằng đó có thể là Kirk. Người chơi buộc phải chọn hướng hành động nào để tiếp tục cuộc hành trình.
Nếu người chơi đi theo Gail, họ sẽ đuổi theo một người đàn ông lạ mặt, nhưng cuối cùng lại để mất dấu anh ta. Rick sau đó nói với Regina rằng Tom đã chết. Nếu người chơi đi theo Rick, họ tình cờ gặp Tom, bị thương nặng và suýt chết. Rick đưa anh ta đến phòng y tế, đột nhiên một con Velociraptor tấn công họ, nhưng Tom đã hy sinh thân mình để giết nó và cứu được Rick. Kế đó, Regina và nhóm mới tìm được Kirk và tóm lấy hắn. Khi họ chuẩn bị rời đi bằng trực thăng, T. rex quay trở lại và phá hủy chiếc trực thăng, buộc họ phải chạy trốn trở lại căn cứ trong khi Kirk tìm cách trốn thoát. Regina và Rick chạy trốn vào cơ sở và tìm chìa khóa cho chiếc tàu thủy, nhưng tìm thấy một vùng xoắn ốc trong quá trình tiếp cận nó. Rick suy đoán đây là sự biến dạng không thời gian đã đưa khủng long trở lại. Cả hai chia tay nhau để tìm một tuyến đường thay thế ngoài đảo và Regina cuối cùng bị Tiến sĩ Kirk chĩa súng vào để giữ chân. Hắn định giết Regina thì bất chợt súng bị Gail bắn trượt khỏi tay và tên nhà khoa học điên lại bị bắt giữ lần nữa.
Kirk tiết lộ rằng những con khủng long đã được đưa đến thời của họ bằng một thí nghiệm mà hắn đang vận hành bằng công nghệ Năng lượng Thứ ba của mình. Một vệt nứt trong không gian đã được tạo ra và một lỗ hổng của hòn đảo từ thời của chúng đã được kết nối với hòn đảo hiện tại, đưa khủng long trở lại thời của họ. Kirk sau đó nói với họ rằng nếu các lò phản ứng được thiết lập quá tải, năng lượng đến từ chúng và dòng xoáy sẽ triệt tiêu lẫn nhau nếu chúng tiếp xúc. Sau khi Regina lấy chất ổn định và bộ khởi tạo và sử dụng chúng để làm quá tải các lò phản ứng, năng lượng làm rung chuyển cơ sở, khiến một lỗ thông hơi rơi xuống chỗ Gail cho phép Kirk được tự do trở lại. Nhóm hướng về phía đường thủy để thoát khỏi vụ nổ, nhưng Gail nói rằng họ vẫn cần phải bắt lấy tên tiến sĩ. Anh bắt đầu vung súng để đuổi theo Kirk, và ra lệnh cho Regina và Rick rời đi mà không có mình nếu Gail không quay lại sau 30 phút nữa. Regina được lựa chọn hoặc đuổi theo Tiến sĩ Kirk với Gail, hoặc bỏ trốn cùng Rick.
Kết thúc khác nhau có thể dựa trên sự lựa chọn của người chơi. Các kết thúc đều liên quan đến một trận chiến với con T. rex và trốn thoát khỏi hòn đảo thông qua một chiếc tàu thủy hoặc trực thăng. Nếu Regina đuổi theo Kirk, Gail tiết lộ rằng toàn bộ nhiệm vụ chỉ là vẻ bề ngoài và chính phủ không muốn Kirk, mà thay vào đó muốn Năng lượng Thứ ba sử dụng trong chiến tranh. Sau khi đưa cho Regina một đĩa chứa tất cả dữ liệu cho Năng lượng Thứ ba, Gail chết vì vết thương của mình. Regina, Rick và Tiến sĩ Kirk kịp thời thoát khỏi hòn đảo. Một kết thúc khác thấy Regina hạ gục Gail và rời đi thay vì đuổi theo Tiến sĩ Kirk, cho phép hắn ta trốn thoát. Trong kết thúc hay nhất của trò chơi, Regina hạ gục Gail và tự mình đuổi theo Kirk, dẫn đến việc hắn ta bị bắt và cả đội trốn thoát bằng trực thăng. Regina, bất kể kết thúc nào đi nữa, tóm tắt số phận của tất cả các nhân vật trong một email gửi cho cấp trên, sau đó tuyên bố mình đã sẵn sàng cho nhiệm vụ tiếp theo.

## Phát triển

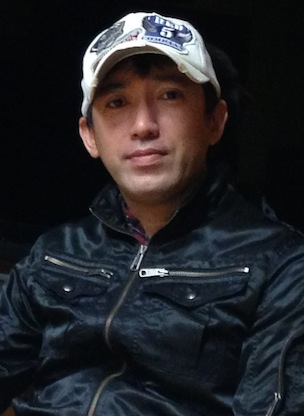
Nhà sản xuất và đạo diễn Mikami Shinji, ảnh chụp vào năm 2013.

Dino Crisis do chính Shinji Mikami làm đạo diễn và sản xuất, và được phát triển bởi một nhóm mà sau này trở thành một phần của Capcom Production Studio 4. Đây là phần tiếp theo giả cho dòng game Resident Evil nổi tiếng của Mikami, mà Mikami và nhóm của anh muốn tránh xa các yếu tố giả tưởng và làm cho một cái gì đó thật hơn. Ông đã trích dẫn The Lost World: Jurassic Park và Aliens là những bộ phim có ảnh hưởng và thích khủng long vì chúng to lớn, mạnh mẽ, đáng sợ và hung bạo. Trò chơi được phát triển và bán trên thị trường là "nỗi kinh hoàng hoảng loạn" trái ngược với thương hiệu "kinh dị sinh tồn" của Resident Evil. Nó được tạo ra để có sự sợ hãi nhất quán hơn, với những con khủng long thông minh hơn, nhanh nhẹn hơn và có thể đuổi theo người chơi từ phòng này sang phòng khác. Mikami từng mô tả Resident Evil là "nỗi kinh hoàng trong ngôi nhà vui vẻ" và Dino Crisis giống như nỗi kinh hoàng nội tạng na ná kiểu như đi tàu lượn siêu tốc.
Dino Crisis sử dụng engine 3D gốc với môi trường thời gian thực, trái ngược với bối cảnh được dựng sẵn của dòng game Resident Evil. Mikami đã chọn một engine thời gian thực để giúp cho phần hành động mang chất điện ảnh tốt hơn và miêu tả nhân vật ấn tượng hơn, điều mà nếu không có nó thì không thể nào làm được. Tuy nhiên, với engine thời gian thực đã thách thức các hạn chế về phần cứng, khiến nhóm khó tạo ra môi trường chi tiết. Nhóm phải từ bỏ một cảnh rừng rậm vì vấn đề này. Tuy nhiên, Mikami tin rằng nhóm có thể tạo ra các môi trường đủ chi tiết bất chấp các giới hạn đa giác của phần cứng. Giống như Resident Evil, game diễn ra bên trong tòa nhà trong một môi trường khép kín. Mikami muốn giữ lại cảm giác ngột ngạt, nghĩ rằng tốt hơn là xây dựng nỗi sợ hãi.
Vì không biết khủng long di chuyển như thế nào ngoài đời thực, nên nhóm phải sử dụng trí tưởng tượng và các động vật như cá sấu và chó làm tài liệu tham khảo. Đầu tiên các nhà hoạt họa scan lại các bản vẽ, sau đó sử dụng các công cụ hoạt ảnh để xem những gì có thể làm cho có sinh khí. Trí thông minh nhân tạo khủng long dựa trên sư tử, hổ và các loài ăn thịt khác không sợ con người. Tầm nhìn của Mikami về khủng long chưa hoàn thiện. Ông muốn bao gồm trí thông minh nhân tạo khủng long phức tạp hơn, với những con khủng long mỗi loài có những tính cách riêng biệt có thể hiểu được tình trạng của người chơi và phục kích họ. Các hình ảnh động và tiếng kêu khủng long cũng không thành công như ban đầu ông hình dung về chúng. Số lượng khủng long trong phiên bản Bắc Mỹ đã tăng lên từ phiên bản Nhật Bản, mặc dù số lượng loài vẫn giữ nguyên.
Dino Crisis lần đầu tiên được tiết lộ tại Triển lãm Game Tokyo Mùa xuân năm 1999. Trò chơi ban đầu được phát hành tại Nhật Bản vào tháng 7 năm 1999, hai tháng trước Resident Evil 3: Nemesis. Các bản port được phát hành cho hệ máy console Sega Dreamcast và nền tảng Microsoft Windows vào năm 2000. Màn trình diễn từ trên xuống của Dino Crisis được phát triển bởi công ty M4 của Anh cho Game Boy Color, nhưng đã bị hủy bỏ. M4 về sau sẽ phát triển Resident Evil Gaiden cho hệ máy này. Một công ty khác của Anh tên là Fluid Studios cũng đang phát triển một phiên bản của game cho Game Boy Color. Nó sẽ chứa tất cả bốn nhân vật từ phiên bản gốc, cũng như bảy bản đồ, một trăm phòng khác nhau và năm loại khủng long. Tuy nhiên, trò chơi này cũng đã bị hủy bỏ.

## Đón nhận
Dino Crisis đáp ứng với hầu hết các đánh giá tích cực. Giới phê bình đã so sánh Dino Crisis với dòng game Resident Evil đồng thời đưa ra những so sánh với Jurassic Park và mô tả trò chơi là "Resident Evil với khủng long". Bất chấp những điểm tương đồng này, các nhà phê bình nhận thấy game "đề cao và thay đổi" công thức Resident Evil với "sức mạnh từ giá trị riêng của nó." Trò chơi là một thành công về mặt thương mại, là một tựa game bán chạy nhất ở Nhật Bản. Trong tuần đầu ra mắt tại Nhật Bản, Dino Crisis đã đạt được doanh số trên 300.000 bản, khiến nó trở thành game bán chạy nhất của đất nước này từ ngày 14 tháng 7 đến ngày 21 tháng 7. The Phiên bản PlayStation của cuối cùng đã bán được 2,4 triệu bản trên toàn thế giới và được ghi ào danh sách "Platinum Title" của Capcom.
Giới phê bình thường ca ngợi hành động và cường độ của game, được nâng cao bởi engine thời gian thực và nhạc nền. GamePro nhận thấy trò chơi có sự kết hợp tuyệt vời giữa hành động và chiến lược, với AI khủng long giúp hành động luôn mới mẻ. IGN đã mô tả game này là "sự sợ hãi tàn khốc, thấu tim," lưu ý đến lối chơi có nhịp độ nhanh trong các pha hành động. Một số lời khen ngợi đã hướng đến tính chân thực của trò chơi, với các hành vi khủng long và cơ chế chảy máu được ghi nhận. Đồ họa thời gian thực thường được yêu thích, với các nhà phê bình mô tả chúng trông "sắc nét", "cằn cỗi", và "cân đối". GameSpot đã ca ngợi các mô hình nhân vật, hiệu ứng ánh sáng và nhận thấy "việc sử dụng khung cảnh đa giác giúp tăng cảm giác sợ hãi hơn cả Resident Evil." Khủng long là một điểm thảo luận nhất quán giữa các nhà phê bình. GamePro đã tìm thấy những con khủng long "thấm nhuần một AI tuyệt vời giúp hành động luôn mới mẻ và thú vị", dù một số người nhận thấy vẫn còn thiếu vắng sự đa dạng của khủng long. Mặc dù game có tới "90% Raptors", mà IGN thấy không đáng sợ bằng quái vật từ Resident Evil, họ cho các hiệu ứng âm thanh khủng long được thực hiện tốt.
Game Revolution đã có một bài phê bình nghiêm túc hơn về Dino Crisis so với số khác, nói rằng trò chơi mở rộng dựa trên các yếu tố tồi tệ hơn của Resident Evil đồng thời phá hỏng các yếu tố tốt. Họ bị ấn tượng bởi đồ họa nhưng nghĩ rằng môi trường trông quá giống nhau và trở nên nhàm chán sau một thời gian ngắn. Nhìn chung, họ tin rằng trò chơi còn tệ hơn Resident Evil 2, chỉ ra độ dài của game ngắn hơn, các câu đố tẻ nhạt hơn, hành động yếu hơn và yếu tố sợ hãi ít hơn.
Cả hai bản port Dreamcast và Windows đều nhận được nhiều ý kiến trái chiều từ nhiều nguồn, bị chỉ trích vì thêm rất ít cải tiến để tận dụng phần cứng vượt trội của chúng. Đồ họa được xem là lỗi thời trên Windows, mà IGN gọi đó là "trái gió trở chiều" và chỉ ra việc chuyển đổi độ phân giải kém. Bản port Dreamcast về cơ bản giống với phiên bản PlayStation, với lợi thế đồ họa không bị ảnh hưởng bởi hiệu ứng méo kết cấu do PlayStation đem lại. Trên Dreamcast, Resident Evil - Code: Veronica, một game kinh dị sinh tồn khác của Capcom, được xem là một trải nghiệm vượt trội.

## Di sản
Phần tiếp theo của game bắn súng hành động mang tên Dino Crisis 2 được phát hành cho PlayStation vào năm 2000 đều được sự đón nhận tích cực. Năm 2002, Capcom đã phát hành Dino Stalker, một game lightgun cho PlayStation 2 với nhiều ý kiến trái chiều. Sau cùng, một game hành động, Dino Crisis 3, được phát hành vào năm 2003 cho Xbox với nhiều ý kiến trái chiều. Nhân vật chính của Dino Crisis, Regina, vào vai một nhân vật điều khiển được trong tựa game nhập vai chiến thuật Namco x Capcom cho PlayStation 2. Trang phục của cô cũng có sẵn để mặc trong Resident Evil 3: Nemesis và trong Dead Rising 3 thông qua nội dung tải về (DLC).

## Chu thích
1. ↑  tiếng Nhật: ディノクライシス, Hepburn: Dino Kuraishisu